# Желудево (Рязанская область)
Желудёво — село в Шиловском районе Рязанской области, административный центр Желудевского сельского поселения.

## Географическое положение
Село Желудево расположено на левом берегу реки Пары в 6 км к югу от пгт Шилово. Расстояние от села до районного центра Шилово по автодороге — 9 км.
К северу от села протекает река Ибредь и находится озеро Петрово, к востоку — река Пара, пойменное озеро Жидякинское и урочище Голодное, к западу расположены отстойники завода ООО «Астон Крахмало-Продукты». Ближайшие населенные пункты — деревни Ибредь и Авдотьинка, села Тимошкино и Сасыкино.

## Население
По данным переписи населения 2010 г. в селе Желудево постоянно проживают 819 чел. (в 1992 г. — 781 чел.).
| 1859 | 1897 | 1906  | 2010 |
| ---- | ---- | ----- | ---- |
| 674  | ↗797 | ↗1026 | ↘819 |

## Происхождение названия
Согласно «Толковому словарю» В. Даля, желудь, жолудь м., желудок — дубовый плод. По версии михайловских краеведов И. Журкина, Б. Катагощина название села Желудëво свидетельствует о том, что некогда здесь произрастали дубовые рощи.

## История
Желудево,как погост,  пока без названия,  было передано рязанскими князьями воеводам Шиловским в 1322 г. Желудево впервые упоминается в письменных источниках в 1584 году в судном деле Тимофея Шиловского с дьяком Андреем Шерефединовым, как село. В окладных книгах 1676 года Желудево так же значится  селом с деревянной церковью во имя Рождества Христова, и описывается так:
«У тое церкви двор поп Анофрей да поп Борис. К церкви вотчинниковой дачи 10 четвертей в поле, в дву потомуж, сена нет. В приходе к той церкви — в том же селе Желудеве двор вотчинников Микифора Кутлуева, 2 двора помещиков, крестьянских 20 дворов, да бобыльских 3 двора, да в деревни Илюкине 2 двора помещиков, крестьянских 6 дворов, да двор бобыльский. И по окладу (184 г.) с тое церкви довелось дани платить рубль 9 алтын. А стараго окладу рубль 9 алтын 4 денги. И по новому окладу перед старым убыло 4 денги».

Герб рода дворян Луниных.

В середине XVIII века большая часть села Желудево была куплена Михаилом Киприановичем Луниным — представителем старинного дворянского рода Луниных, владевших также расположенными неподалеку селами Лунино и Задубровье. После его смерти по разделу между его сыновьями село Желудево перешло во владение Петра Михайловича Лунина. По инициативе и на средства П. М. Лунина в селе было развернуто большое строительство: построен просторный усадебный дом в стиле классицизма, и начата постройка каменной Христорождественской церкви, завершенная уже его наследниками.

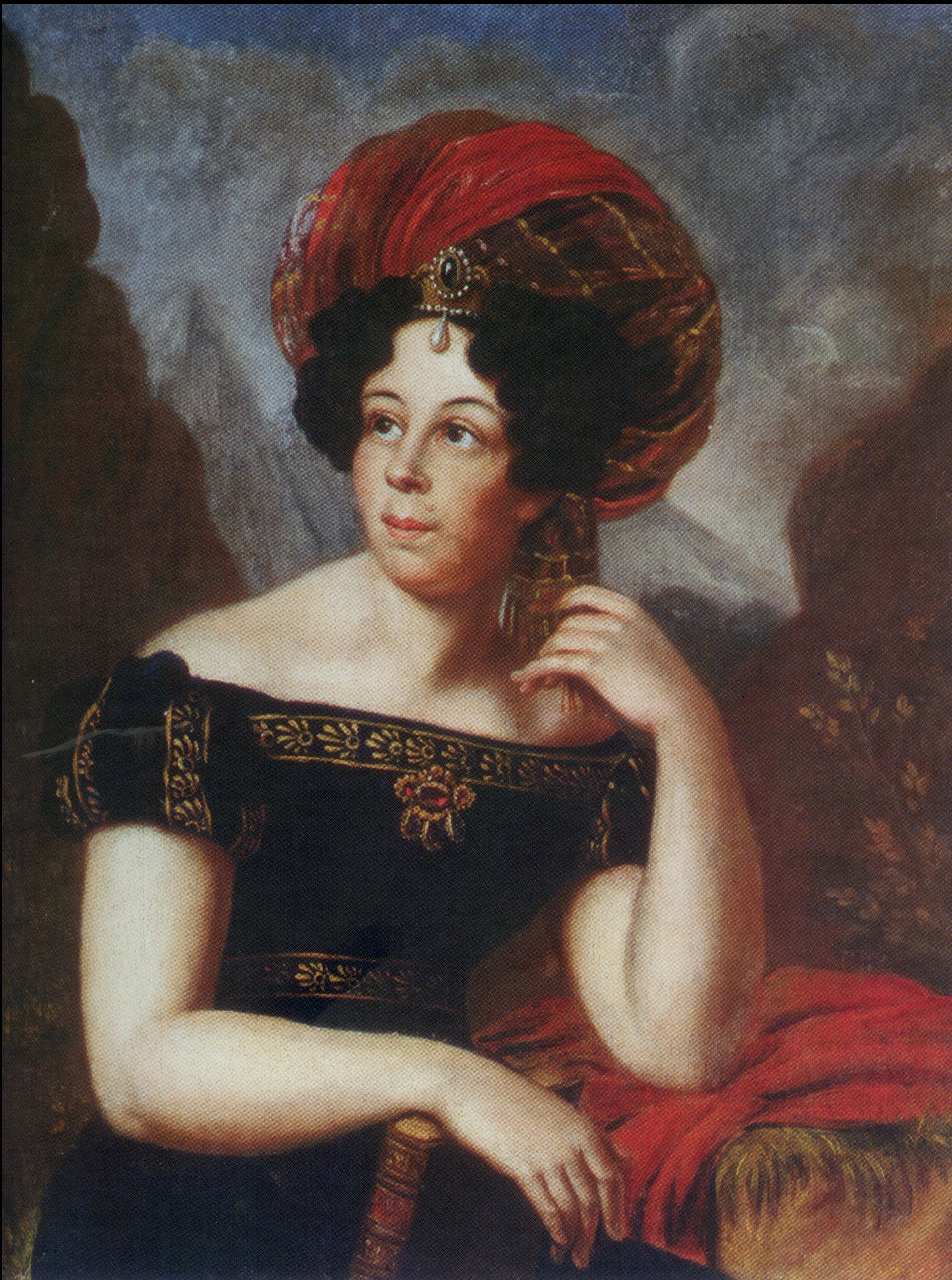
Е. П. Лунина-Риччи, графиня, выдающаяся певица, владелица села Желудево.

Новый каменный Христорождественский храм строился на месте прежнего деревянного в 1811—1830 гг. Престолов в нем было 5: в холодном — во имя Рождества Христова (главный), Смоленской иконы Божией Матери и великомученицы Параскевы; в теплой трапезной — придельные престолы во имя святителя Петра (митрополита Московского) и великомученицы Екатерины.
После смерти П. М. Лунина, село Желудево перешло во владение его дочери Екатерины Петровны Луниной, двоюродной сестры декабриста Михаила Сергеевича Лунина. Е. П. Лунина обладала выдающимся голосом, и была известной певицей. А. С. Пушкин писал: «Еду сегодня в концерт великолепной, необыкновенной певицы Екатерины Петровны Луниной». Не раз выступала она и во Франции, где её почитателем был император Наполеон I. Обширным поместьем Луниных в селе Желудево она почти не занималась, переведя своих крепостных крестьян на оброк и передоверив все дела управляющему. Современник писал, что графиня Екатерина Петровна Лунина-Риччи «слишком любила пение, и эта страсть была причиной ее разорения». Прожив долгую жизнь, почти 100 лет, Е. П. Лунина-Риччи умерла в нищете и забвении.

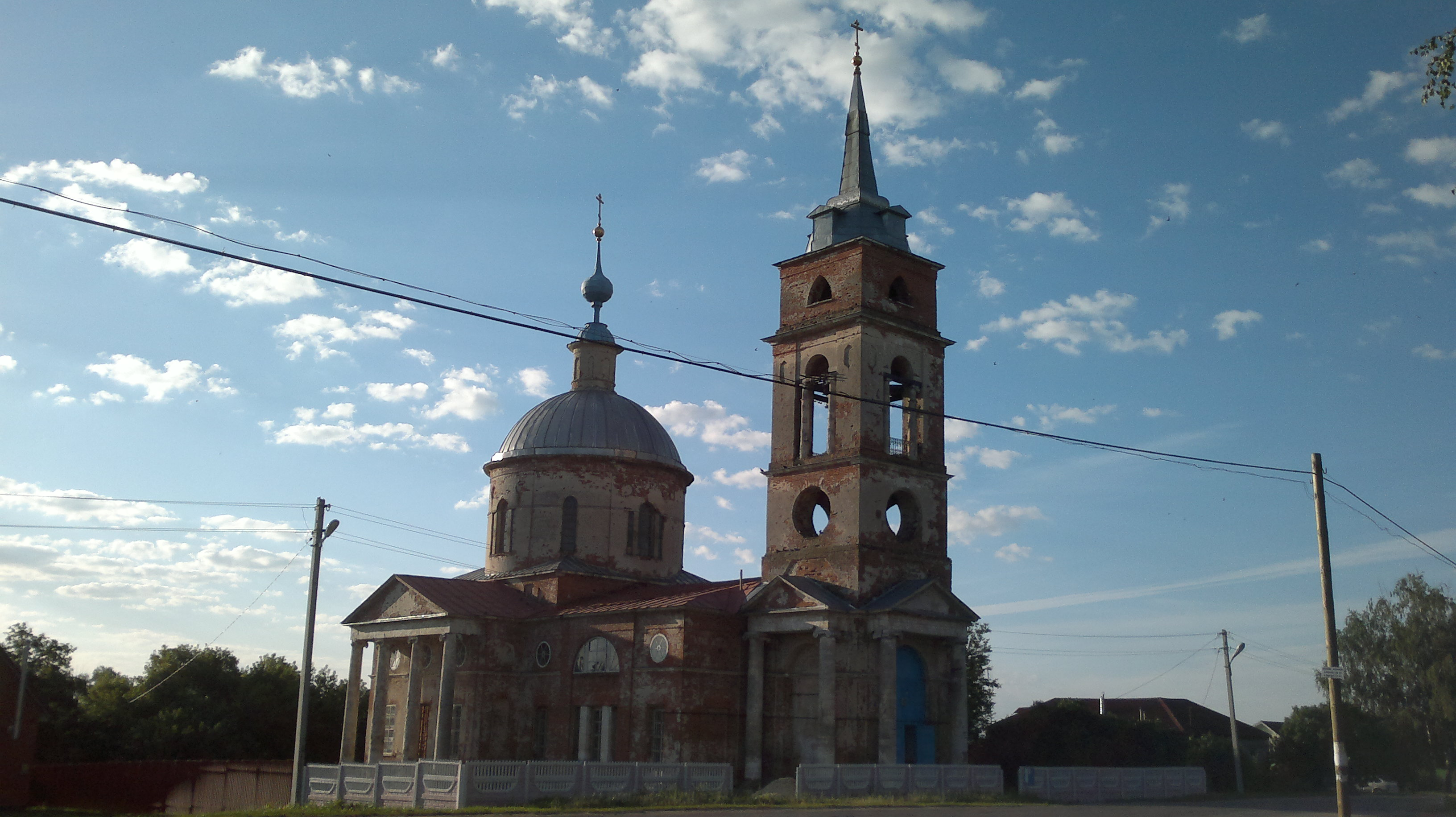
Село Желудево. Храм Рождества Христова (Христорождественская церковь)

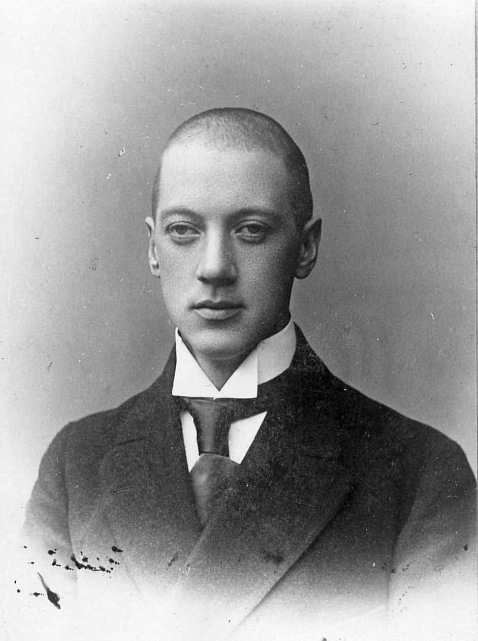
Н. С. Гумилев, выходец из семьи священников села Желудево.

Во второй половине XIX века, после отмены крепостного права, владельцем лунинской усадьбы в селе Желудево стал коллежский асессор А. И. Колемин, устроивший здесь конный завод. В это время в селе Желудево были открыты 2 школы: женская 1-классная церковно-приходская (в 1864) и смешанная 2-классная земская (в 1870). В первой обучалось 34 девочки, во второй — 61 мальчик и 12 девочек.
В 1880 году купцом Василием Прокофьевичем Лохиным в селе Желудево был учреждён крахмальный завод. К 1887 году завод, на котором работало 38 рабочих, производил ежегодно 15 тыс. пудов крахмала и имел оборот 10 тыс. руб. В 1889 году, тот же В. П. Лохин, учредил в Желудево паточный завод, на котором работало 10 рабочих, производивший ежегодно 8 тыс. пудов патоки с оборотом 16 тыс. руб.
К 1891 года, по данным И. В. Добролюбова, в приходе к Христорождественской церкви села Желудево, помимо самого села с 96 дворами, состояли деревни Авдотьинка (84 двора), Ибердь (35 дворов) и Хорошавка (14 дворов), в коих проживало всего 963 души мужского и 989 душ женского пола, в том числе грамотных — 134 мужчины и 45 женщин.
На протяжении двух веков священниками в Христорождественском храме села Желудево служили представители рода Гумилёвых — предки известного российского поэта Н. С. Гумилёва.
В 1929 году в селе Желудëво и близлежащей деревне Ибредь был организован колхоз «Самолет», один из крупнейших в Шиловском районе, объединивший 346 крестьянских хозяйств. В 1930 году сын желудевского купца-предпринимателя В. П. Лохина, Алексей Васильевич Лохин, записанный как «крестьянин-единоличник», был арестован и осужден тройкой при ПП ОГПУ Московской области по статье 58-10 УК РСФСР. Сведений о закрытии Христорождественского храма в селе Желудево не имеется, однако с 1937—1939 гг. службы в нем были прекращены из-за отсутствия священника.
В 1965 году на землях села Желудево и близлежащих Сановки и Авдотьинки был образован совхоз «Желудевский». В 1975 г. в селе Желудево было построено новое 2-этажное типовое здание школы на 16 классов. В 1980 г. основная общеобразовательная школа была преобразована в среднюю общеобразовательную, где обучение проводится по кабинетной системе.
В начале 1990-х гг. совхоз «Желудевский» был преобразован в СПК «Желудево» (сельскохозяйственный производственный кооператив), в настоящее время он реорганизован в ООО «Желудево». Христорождественский храм был возвращен Рязанской епархии РПЦ в начале 1990-х гг. В настоящее время является действующим.

## Экономика
По данным на 2015/2016 г. в селе Желудево Шиловского района Рязанской области расположено:
1. ООО «Желудево», агропромышленное предприятие.

В селе имеются несколько магазинов, кафе.

## Социальная инфраструктура
В селе Желудево Шиловского района Рязанской области имеются отделение почтовой связи, фельдшерско-акушерский пункт (ФАП), Желудевская средняя общеобразовательная школа, клуб и библиотека.

## Транспорт
Основные грузо- и пассажироперевозки осуществляются автомобильным транспортом. Село Желудево находится вблизи автомобильной дороги федерального значения М-5 «Урал»: Москва — Рязань — Пенза — Самара — Уфа — Челябинск, на которую имеет выезд.

## Достопримечательности
- Усадьба дворян Луниных, начало XIX в. Сохранность средняя: сохранился руинированный главный усадебный дом (2-й деревянный этаж или мезонин утрачен).
- Храм Рождества Христова — Христорождественская церковь. Построен в 1811—1830 гг. по инициативе и на средства генерал-лейтенанта П. М. Лунина.
- Памятник односельчанам, погибшим в Великой Отечественной войне 1941—1945 гг.

## Известные уроженцы
- Степан Яковлевич Гумилев (1836+1910 гг.) — военный врач, статский советник, отец поэта Н. С. Гумилёва.
- Иван Николаевич Анашкин (1919-2005 гг.)—советский военный деятель, генерал-лейтенант артиллерии.

Анашкин Иван Николаевич (1919 – 2005).